# 浜村淳
浜村 淳（はまむら じゅん、1935年〈昭和10年〉1月10日 - ）は、日本の司会者、タレント、パーソナリティ、映画評論家。本名は塩濱 眞（しおはま まこと）。既婚者で、妻もかつてタレントとして活動していた。

## 来歴
京都府京都市の出身。家庭の事情(両親が上海に渡った)から2歳で養子に出されたため、本名の苗字（塩濱）は子供がいなかった母方の伯母夫妻にあたる養父母の苗字でもある。
京都市立旭丘中学校、京都府立山城高等学校を経て、同志社大学文学部を卒業。俳優の田村高廣、小説家で弁護士の和久峻三、元阪神タイガース監督の吉田義男は高校の先輩、俳優の山城新伍、元サッカー選手（日本代表）の釜本邦茂、元毎日放送アナウンサーの野村啓司、シンガーソングライターの尾崎亜美は、高校の後輩である。また、オリコン創業者で初代社長の小池聰行とは大学で同じゼミナールに所属していた。
その一方で、同志社大学の学生時代には、学内の放送研究会で活動。やがて、京都市のクラブ・ベラミのアルバイト司会者として、音楽解説や映画紹介を手掛けながら話芸を磨いた。一時は本格的なタレント活動を目標に上京したが、養父母の反対に遭ったため、後に京都へ戻った。
同志社大学からの卒業後は、大阪市内の靴下メーカーの宣伝部へ働きながら、社業の一環として「浜村淳」名義でラジオ番組の脚本を執筆していた（詳細後述）。しかし、半年で退職すると、養父母に内緒でベラミでの司会業を再開。その時期にベラミで渡辺晋・渡辺美佐夫妻に声を掛けられたことから、1957年に再び上京したうえで、渡辺夫妻が営む渡辺プロダクション所属のタレントとして活動した。当時は、ミッキー・カーチスやザ・ピーナッツなどと共に渡辺邸に下宿しながら、テレビ番組やコンサートなどで司会を務めていた。
しかし、再上京に際して勘当を申し渡した養父の体調悪化を養母から知らされたことを機に、タレント活動の拠点を大阪へ移すことを決意。1964年に渡辺プロダクションを退社したうえで、吉本興業や昭和プロダクションに所属しながら、「文字では共通語で表現できるフレーズを大阪弁で語る」という芸風を確立した。吉本興業に所属していた時期には、ポケットミュージカルスや吉本新喜劇にも出演。後に、活躍の場を映画評論やラジオの深夜番組などに広げた。
1974年からは、『ありがとう浜村淳です』（MBSラジオ午前中の生ワイド番組シリーズ）のパーソナリティを担当中。近畿以外の地域では、『夕やけニャンニャン』（フジテレビ）や『ゲーム ホントにホント?』（NHK総合テレビ）に一時レギュラーで出演していたことで知られる。1990年代後半には「『ありがとう浜村淳です』の東京版」とされる冠番組シリーズ（『お待たせしました 浜村淳です!』→『古今東西!浜村淳』）がTBSラジオからレギュラーで放送されていたほか、シリーズの終了後も、在阪局が全国向けに制作する番組へ随時登場している。ただし、日曜以外の週に6日『ありがとう浜村淳です』の生放送に臨んでいることなどから、在京局制作の番組には特別番組を中心にゲストで登場するだけにとどめている。
芸能人としては初めて、国立大学（和歌山大学経済学部）の講師に就任。1994年、追手門学院大学文学部講師として再び教壇に立った。
『ありがとう浜村淳です』については、休暇や放送休止期間を除いて、生放送を1日も休まないまま2019年4月に放送開始45周年へ突入。日本国内で新型コロナウイルスへの感染が拡大している2020年には、4月28日（火曜日）から5月23日（土曜日）まで、自宅からスカイプを介して出演を続けていた。同年5月26日（月曜日）放送分からスタジオへの出演を再開したが、2021年1月13日（水曜日）放送分への出演後に国立循環器病センターで定期検診を受けたところ、脳内の血管にごく小さな閉塞現象を発見。再検査と投薬治療を目的にそのまま入院したため、14日（木曜日）・15日（金曜日）放送分を休演した。浜村が（放送休止期間やあらかじめ取得を決めていた休暇を除いて）完全に休演することは初めてであったが、実際には16日放送の土曜版へ電話で出演したうえで、同日中に退院。18日（月曜日）放送分からスタジオへ復帰した。2023年4月には、放送の開始から50周年に突入。自身は、体調とリスナーからの要望次第で100歳までパーソナリティを続ける意向を繰り返し表明していたところであったが、同年9月25日、株式会社MBSラジオは定例の改編会見で「ありがとう浜村淳です」の平日の放送を2024年3月末で終了すると発表した（会見には浜村も同席）。平日放送番組の終了は局からの打診を受けて浜村が受け入れたものであり、浜村自身も会見及び翌日の放送の中で、過去にあった引退会見での言葉を引き合いに「始まりがあるものは終わりがある」と語った。土曜日放送の「ありがとう浜村淳です土曜日です」はこれまで通り浜村が出演して続けられる。
なお、昭和プロダクションの社長を歴任した谷村淳司が「一丁目一番地」という芸能プロダクションを大阪市内に立ち上げたことを受けて、2023年には昭和プロダクションから一丁目一番地へ移籍している。

### 受賞歴
- 2006年 - 徳川夢声市民賞を受賞。授賞式と記念講演は同年12月10日に島根県益田市で行われた。
- 2009年 - 第4回おおさかシネマフェスティバル特別賞を受賞。長年の映画への貢献が受賞理由。
- 2011年 - 第37回放送文化基金賞「放送文化賞」を受賞。
- 2024年 - おおさかシネマフェスティバル2024 特別功労賞を受賞[15]。

## 芸風
「浜村節」と評される独特の話芸で知られる。浜村はクラブ司会者の頃、宮田輝、高橋圭三、西条凡児、徳川夢声、8代目桂文楽、5代目古今亭志ん生などを手本にしたという。渡辺プロダクションのタレント時代には、当時の下宿先である渡辺邸で同居していたミッキー・カーチスと一緒に、渡辺邸の向かいにあった演芸場で江戸落語を頻繁に鑑賞。「『売れっ子』と呼ばれる司会者には独特のメロディがある」という渡辺晋のアドバイスをきっかけに、当時珍しかったテープレコーダーを自費で購入したうえで、上記の落語家・芸人・アナウンサーや淀川長治の話芸をカセットテープに録音しては繰り返し聞いていたという。
芝居の節回しを使い（「さてみなさん（聞いて下さい）」（みにアクセント）、「スゴいんです、スゴいんです。何がスゴイかと言いますと…」など）、捲くし立てるような連呼の後に「…と、いうような」と、巧みな緩急をつけるのが特徴。映画やニュースを解説する際は、話題のキーワードにちなんだ雑学（映画に関するものが多い）を織り込むなど、豊富な教養と大仰な煽りを駆使し、「遠回りしながら」語る。また、「○○でしょうか? いえ、そんな事はありません!」などという反語的言い回しを多用する。
「さてみなさん」は浜村節の代名詞とされているが、実は発案者大平サブローの逆輸入。大平サブローが浜村らしいフレーズを物真似で使った後、浜村があちこちで多用し始め、浜村淳のものと思われている。
怪談の語り手としても知られ、『サタディ・バチョン』では「意外にも、反響が大きかった」「みんな布団をかぶりながら聴いていたらしい」と回想している。
評論書を複数上梓するなど（後述）、映画に極めて詳しく、また落語などの古典芸能にも精通する（1959年の3代目桂春団治の襲名披露を客席から観覧していた）一方で、芸能関係では若手芸能人についての知識不足を露呈することがある。
話芸の巧みさから桂米朝に弟子入りを薦められたり、花月亭九里丸の遺族から襲名話を持ちかけられたこともあった。
番組の中で川柳をよく話題にしている。

### 映画評論家として
浜村の映画解説の仕方は独特で、映画の内容を詳細にわたって、ラストシーンはおろかエンドロールに至るまで言及してしまうため、これから映画を観ようとしている人も必然的にストーリーを知ってしまうことになる。また、アクション映画の解説の際には、邦画・洋画を問わず「必殺飛燕一文字五段蹴り!」という掛け声を必ず入れる。これらの解説はあらかじめ用意された台本などを読んでいるのではなく、完全なアドリブである。こういった特徴ある映画解説は、一つの芸と見なされてCD化もなされている。
映画のパンフレットを1枚見ただけでも長時間話すことが出来る。毎日放送の映画劇場にて『マイク・ザ・ウィザード』の解説を行った際に「それではアメリカの、お金のかかった凄い凄いSFXをたっぷりとご覧いただきましょう」と語ったが、この映画は監督のマイク・ジトロフによるホームメイドテイスト溢れる自主映画に近い存在の作品で、SFXは古典的なコマ撮りをメインにした内容である。このことから分かるように、実際は解説している作品全てを観ているわけではなく、ラジオなどで解説した内容と、実際の映画の内容が違うということはよくある。
浜村の映画解説は、面白くないと感じた映画のことについては、一切語らないというスタンスを取っている。なお、嫌いな映画としては『バットマン』を挙げている。理由は“背景も暗ければ、ストーリーも暗いから”とのこと。また、殺人を助長する映画であるとして、『バトル・ロワイヤル』や『13日の金曜日』なども嫌っている。
浜村の講談調で語られる映画解説について落語家の笑福亭鶴瓶は、浜村が語る映画紹介は本編より面白く、魅力ある語りである事を賞賛している。一方で浜村当人としては「自分の拙い喋りなどより実際の映画の方がよほど面白い」というスタンスをとっている。

## 人物
自身が養父母に育てられていたことを知ったのは、同志社大学への入学手続きに必要な戸籍謄本を京都市役所で取り寄せたことがきっかけだった。浜村自身は、自身に優しく接していた近隣の住民や教師の態度から、養子であることを悟っていたという。
浜村が司会者として最初に脚光を浴びたのは、同志社大学の放送研究会時代に円山公園の野外音楽堂で開かれた同立戦前夜祭である。当時の前夜祭では、同志社大学と立命館大学の学生同士による対抗意識の強さから、一方の大学の司会者が登場するたびにもう一方の大学からの観客（男子学生）が激しい野次を浴びせ掛けていた。同志社大学からは放送研究会の女子学生が司会を務める予定だったが、このような雰囲気に怖じ気づいたため、音響スタッフの見習いとして同行していた浜村が急遽司会を代行。滑舌の訓練や司会の真似事などで磨いた話術を、3,000人の観客の前で披露した。浜村が後年述懐したところによれば、この前夜祭での司会が、後の人生を大きく変えたという。
学生時代から親交のあるバンドマンやシンガーからは、本名をもじった「まこチャン」と呼ばれることがある。和田アキ子とはバンド下積み時代からの親交があり、「和田アキ子」「まこチャン」と呼び合う。いしだあゆみ（本名・石田良子）を「ヨシコちゃん」と呼ぶ。オレンジ・ヒルの森高茂一（森高千里の父）とはジャズ喫茶時代からの友人。
「浜村淳」という芸名で活動するようになった背景には、大学卒業後に勤務していた靴下メーカーが、朝日放送の制作によるラジオ番組のスポンサーに付いていたことが挙げられる。浜村は、新入社員でありながら、スポンサーに付いた番組の脚本の執筆を任されていた。養父母に内緒で進めていた仕事でもあったため、その事情を知る番組担当の女性ディレクターから、番組の最後に放送されるクレジット用の芸名を浜村に付けることを提案。本名の苗字（塩浜）から浜、ディレクターの苗字（奥村）から村を取ったうえで、「今後の仕事も順調であって欲しいから、"じゅん"と読む字を名前に入れたい。でも、"順"という字には野暮ったい印象があるので、『さんずいの付く漢字を名前に入れると縁起が良い』という（当時の）芸能界の言い伝えに沿おう」という奥村の希望で淳を加えたという。
「芸能人に年齢を尋ねるのは無粋」とのポリシーから、インタビュー等では年齢を聞かないと同時に自らの年齢についても進んでは語らない。ラジオで年齢を言う時は決まって38歳（嘘の三八から）である。人から年齢を聞かれると「アラン・ドロンと同じです」とだけ答え、相手がなおドロンの年齢を聞き返してくる場合は、「私と同じです」と答える。
ディベートに関しても高度な技術を持っている。
宝塚歌劇団ファンとしても知られており、自身のラジオ番組に現役のタカラジェンヌをゲストに招くこともある。また、第1回宝塚歌劇検定を受験し、そのときのレポートがTAKARAZUKA SKY STAGEのニュースで紹介された。
暑いのは平気だが、寒いのは苦手。

## 作品

### 書籍
- ラジオ大阪（編）、1975年5月26日『淳のしゃべりしにものぐるい : サタデーバチョン』ブック館。
- 浜村淳の話し上手を心でつかめ（1984年、ひかりのくに）
- 星影の飛鳥（1989年、羊書房）
- 淳ちゃんの名作映画をありがとう（1992年、イグザミナ）
- 源氏物語 花はむらさき（1994年、プラザ）
  - 再刊（2008年、青心社）
  - 新源氏物語　花はむらさき～夢はるか・愛と憎しみの平安絵巻～(2024年、Kindle版）
- 浜村淳のお話大好き（1999年、毎日新聞社）
- さてみなさん聞いてください 浜村淳ラジオ話芸（2003年、西日本出版社）
- 京都人も知らない京都のいい話 (京都しあわせ倶楽部シリーズ)（2016年、PHP研究所）

### CD
参加作品については下記「出演」節参照
- 甦る心の名画座（2004年、ソニー・ミュージックダイレクト）

### ゲーム
- 大幽霊屋敷 〜浜村淳の実話怪談〜（プレイステーション、1998年、ヴィジット）

### 作詞
- 中村美律子「惚れて大阪」（1996年、東芝EMI）

## 出演

### テレビ
- ゲーム ホントにホント?（1975年 - 1981年、NHK総合） - レギュラーパネリスト
- 土曜なにわ亭（1982年、NHK大阪）司会
- わが心の大阪メロディー（2014年12月16日、NHK大阪）
- ママの番組デス!!（毎日放送）
- かんさい珍版・瓦版（毎日放送）
- おはよう4チャンネル（1973年4月 - 10月、毎日放送）
- 浜村淳のナイト（朝日放送）
- 奥さん!2時です（毎日放送、水曜メイン司会、1974年4月 - 1975年3月）
- 上方漫才まつり（毎日放送）
- かんさい珍版瓦版（毎日放送）
- 土曜演芸館（1977年10月15日 - 1978年9月30日、毎日放送）
- 爆笑ドンドン（1978年10月14日 - 1979年9月25日、毎日放送）
- 爆笑!爆笑!笑い放題（1980年10月11日 - 1981年3月14日、毎日放送）
- シェフにおまかせ!（1981年 - 1983年、毎日放送）
- 夫婦でありがとう (1985年、朝日放送)
- イカにもスミにも（1987年 - 1990年、毎日放送）
- 素人名人会（毎日放送）西川きよしの代理
- ワイドYOU（毎日放送）
- 映画へようこそ・解説（毎日放送）
- ちちんぷいぷい（毎日放送） - 角淳一のリリーフ
- ばらえていわろう亭（朝日放送）
- ワイドABCDE〜す（朝日放送）
- 健康手帖（テレビ大阪）
- 浜村淳の人・街・夢（関西テレビ）
- 浜村淳の大阪夢散歩（関西テレビ）
- 全日本歌謡選手権（読売テレビ） - 末期の司会者
- 青春歌謡ショー（1965年、読売テレビ）
- 2時のワイドショー（1979年 - 1992年、読売テレビ）
- 全日本有線放送大賞（1968年 - 1993年、読売テレビ）
- 浜村・キダ＆○○だ！（1987年、読売テレビ）
- 最後の晩餐（2000年 - 2002年、読売テレビ）
- AKBと××!（2013年11月22日、読売テレビ）
- クイズおもしろ駅サイティング（1986年 - 1988年、サンテレビ）
- 浜村淳のヘアー＆メイク倶楽部（サンテレビ）
- ザ・リクエストショー（1959年、日本教育テレビ）
- 三匹が斬る!シリーズ また又・三匹が斬る!、新・三匹が斬る!（1991年 - 1993年、テレビ朝日） - ナレーター、『また又・三匹が斬る!』第14話 仁兵衛役
- 夕やけニャンニャン（1985年 - 1987年、フジテレビ）
- 徹子の部屋（1991年11月12日・2024年7月3日、テレビ朝日）

### ラジオ
- おしゃべり歌謡曲（NHKラジオ第1）
- かんさい土曜ほっとタイム（1995年～2019年3月、NHK大阪放送局）[注釈 2]
- ハイッ!浜村淳ですABC（1974年4月8日～1978年9月29日、ABCラジオ）
- ABCヤングリクエスト 浜村淳のミッドナイトブレーク（ABCラジオ）[4]
- ますだおかだ増田のラジオハンター!（2024年6月6日、ABCラジオ）[注釈 3]
- 浜村淳の映画招待席（ABCラジオ）[4][18]
- お早うダイワボウです〜お早う浜村淳です〜（1969年2月1日～1970年3月13日、MBSラジオ）
- MBSセスナフライングスタジオ〔水曜日担当〕（1969年5月～1970年4月、MBSラジオ）
- テレフォン ばらえ亭〔火曜日担当〕（1970年10月～1971年3月、MBSラジオ）
- 歌謡曲でしゃべちゃおう（1971年6月5日～1972年3月、MBSラジオ）
- ごめんやす浜村淳です（1972年10月14日 - 1977年1月、MBSラジオ）
- ありがとう浜村淳です（1974年4月8日 - 2024年3月29日、MBSラジオ）[4]
- ありがとう浜村淳です土曜日です（1977年2月 - 、MBSラジオ）
- ドドンと歌謡曲（1973年11月11日～1975年9月28日、MBSラジオ）
- きき放題歌謡曲 花の浪華の五人衆(1977年10月～1978年3月、MBSラジオ)
- 浜村淳のポップス黄金時代（1987年10月18日 - 1988年4月10日、MBSラジオ）
- 浜村淳のドラマチック飛鳥（1989年10月11日 - 1990年4月5日、MBSラジオ）
- 浜村淳の演歌物語（1990年10月14日 - 、MBSラジオ）
- ヤンタンスペシャルサンデー　浜村淳の茶屋町クスクス（1991年 - 1992年、MBSラジオ）
- 浜村淳の日曜夢語り（2001年4月 - 2006年3月、MBSラジオ）
- 浜村淳の茶屋町チャ・チャ・チャ（2006年4～9月、MBSラジオ）
- 浜村淳のなんばでルンバ!（2006年10月～2008年9月、MBSラジオ）
- 浜村淳の歌の宝石箱（2024年4月7日 - 、MBSラジオ）
- 毎日カルチャースペシャル ラジオウォーク（MBSラジオ）
- 浜村淳おすすめ!京阪源氏物語紀行（2007年、MBSラジオ）
- オーサカ・オールナイト 夜明けまでご一緒に  → オーサカ・オールナイト 叫べ! ヤングら（1966年12月5日～1969年5月3日、ラジオ大阪）
- なぐりこみ歌謡七人衆（「ひちにんしゅう」と発音、ラジオ大阪）
- ヒットでヒット バチョンといこう!　→　サタディ・バチョン（1970年～1991年、ラジオ大阪）[4]
- みんなでみんなでリクエスト バンザイ!歌謡曲（1967年2月～1968年9月、1970年代前半～1981年3月、ラジオ大阪）[4]
- 浜村淳の何が何でも（1980年10月～、ラジオ大阪）
- お待たせしました 浜村淳です! （1996年4月14日～1998年3月29日、TBSラジオ）
- 古今東西!浜村淳 （1998年4月〜2000年3月、TBSラジオ）
- ストリーム（番組終了、TBSラジオ）[注釈 4]
- 大沢悠里のゆうゆうワイド（2009年4月21日、TBSラジオ）[注釈 5]
- The BAY☆LINE（2022年3月1日、bayfm）[注釈 6]

### ドラマ
- 連続テレビ小説（NHK総合）
  - おはようさん（1975年） 主演の秋野暢子に臨時にファッションショーのモデルを依頼するファッションデザイナーの役を演じた。
  - カムカムエヴリバディ（2021年） - 磯村吟　登場人物の人生に大きな影響を与える人気ラジオ番組のラジオパーソナリティー。顔出し出演は、最終週である2022年4月5日放送分（EPISODE 109）のみ。
- 想い出づくり。（1981年、TBS）柴田恭兵演じる詐欺師・根本と共に、主演の森昌子・古手川祐子らから旅行代金を騙し取る旅行会社社長役を演じた。
- 意地悪ばあさん さよならスペシャル「タマタマ騒動の巻」（1982年12月27日、フジテレビ） - 評論家
- また又・三匹が斬る! 第16話「偽三匹、どんでん返しの離れ業」（1991年9月5日、テレビ朝日系）- 仁兵衛
- 新・部長刑事アーバンポリス24スペシャル「消えた浪花のモーツァルト」（1995年10月14日、朝日放送）
- 私立探偵 濱マイク（2002年、読売テレビ）第5話のみ出演。役柄については不明。恐らくカメオ出演かと思われる。
- 島田紳助プロデュース　ウェストサイドストーリー（2002年8月16日、朝日放送） - ストーリーテラー
- はんなり菊太郎（2002年、NHK総合） - 彦兵衛
- 千年の涙～悲しみの皇女「斎王」の謎～（2004年9月11日、テレビ大阪） - 語り部
- 初笑い!浪花夢一座（2004年1月1日、NHK総合）
- みなと署落とし物係 秘密捜査官 危険な二人（2017年） ‐ 浜村淳（本人役）。毎日放送の制作で、TBS系列で放送された。
- 浜村淳青春物語（2019年、MBSラジオ） - 浜村淳（本人役）、詳細後述。

### 映画
- 続・新悪名（1962年、大映）- のど自慢の司会役。渡辺プロ所属時代の唯一の表舞台であった。
- 危険な女たち（1985年、松竹） - クラブの客 役
- GREEN BOY グリーンボーイ（1989年、松竹）
- 風、スローダウン（1991年、東映） - 踏切の男 役
- 濹東綺譚（1992年、近代映画協会） - 鮫やのおじさん 役
- ビリケン（1996年、シネカノン） - 花園 役
- PiPi とべないホタル（1996年、「PIPI とべないホタル」製作委員会） - マキガイ 役 ※声のみの出演
- 大阪物語（1999年、東京テアトル） - 大阪芸人 役
- かぞくのひけつ（2006年、シマフィルム） - 性病科の医師 役
- 大奥（2010年、松竹 / アスミックエース） - 吉原のやり手爺
- オース！バタヤン（2013年、アルタミラピクチャーズ）
- 偉大なる、しゅららぼん（2014年、東映） - 通行人 役
- 円卓 こっこ、ひと夏のイマジン（2014年、東宝） - 野次馬 役
- 嘘八百（2018年1月、ギャガ） - ラジオのパーソナリティー 役
- カツベン! (2019年12月、東映) - 映画館の観客 役
- 嘘八百 京町ロワイヤル（2020年1月、ギャガ） - ギャラリーオーナー 役
- あまろっく（2024年4月、ハピネットファントム・スタジオ）[19]

### 音楽作品
- THE BOOM - 大阪でもまれた男（1999年）
- BLACK BOTTOM BRASS BAND - ハッピー ラッシュ!（2003年）
- ハロー!プロジェクトラジオドラマ大阪編 Vol.1（2004年）
- ハロー!プロジェクトラジオドラマ大阪編 Vol.2（2004年）
- NMB48 - 捕食者たちよ プロモーションビデオ（2011年）

### CM
- 大阪府米穀小売商業組合（1980年代）
- 恩地食品 - 「あ～おんちかった（あ～おいしかった）」のフレーズで有名。
- リクルート 『週刊就職情報』
- イズミヤ
- 宝塚チボリ チボリカラカラテルメ
- 広東料理ハマムラ
- ゴールデンアイ 007（NINTENDO 64用テレビゲームソフト） - 同じく映画評論家であった水野晴郎との共演
- 電気事業連合会（在阪の民放ラジオ局で「浜村淳の関電情報」として放送）
- メナード青山リゾート
- 毎日放送（2001年） - ユニバーサルスタジオジャパンのオープンと同時に竣工したMBSスタジオ in USJの広報CMに出演。「浜村淳は連れて行かない」というキャッチコピーでシリーズCMが放映された（机に大金を積まれて行くことを断念させられそうになるが「何でですねん?」と問い返す、スタントシーンを演じさせられる、等）。CMでは連れて行かないとなっていたが、毎日放送がUSJからオープン前に生中継した特番で浜村がゲストとして出演。USJに足を踏み入れる事になる。
- NEXCO西日本 中国道集中工事（2008年）[20]
- 日本盛（2009年）
- 関西電力
- 霊園・墓石のヤシロ
- 井藤漢方製薬 （2024年4月15日～）同社は「ありがとう浜村淳です（平日版）」（～2024年3月29日）のコーナースポンサーであったが、後番組の「ヤマヒロのぴかッとモーニング」（2024年4月1日～）でもスポンサーを継続しており、同月15日からは浜村がナレーションを務める同社商品の「しじみの入った牡蠣ウコン」のCMが放送開始された。

### その他
- 赤穂観光大使 - 2009年より兵庫県赤穂市において催される赤穂義士祭の忠臣蔵パレード総合司会を担当。